# Lexus LBX
Lexus LBX (яп. レクサス・LBX, Хэпбёрн Rekusasu LBX) — субкомпактный кроссовер, выпускаемый с 2023 года компанией Lexus, подразделением компании Toyota.

## Описание
Автомобиль Lexus LBX впервые был представлен 5 июня 2023 года в Милане. Это первая модель компании на платформе GA-B, на которой также выпускаются Toyota Yaris Cross (XP210) и Toyota Yaris (XP210). Производство планируется в конце 2023 года, а продажи — в начале 2024 года.
Lexus LBX является второй моделью с трёхбуквенным индексом, после Lexus LFA. Автомобиль назван LBX, чтобы избежать конфликтов с компанией Citroen, которая в 1980-х годах выпускала автомобили BX.
Разработкой автомобиля руководил главный инженер Кунихико Эндо.

## Технические характеристики
| Тип    | Код двигателя | Объём         | Мощность            | Электродвигатель               | Аккумулятор                         | Трансмиссия | Код    | Привод   | Годы производства      |
| ------ | ------------- | ------------- | ------------------- | ------------------------------ | ----------------------------------- | ----------- | ------ | -------- | ---------------------- |
| Гибрид | M15A-FXE      | 1490 см3 (I3) | 100 кВт (134 л. с.) | 1НM переменного тока (впереди) | Никель-металлогидридный аккумулятор | eCVT        | MAYH10 | Передний | 2023 — настоящее время |
| Гибрид | M15A-FXE      | 1490 см3 (I3) | 100 кВт (134 л. с.) | + 1MM переменного тока (сзади) | Никель-металлогидридный аккумулятор | eCVT        | MAYH15 | Полный   | 2023 — настоящее время |

## Продажи
По состоянию на 2023 год, ожидается, что продажи составят 3500 единиц в месяц (2000 в Европе, 1200 в Японии и 300 в Австралии и Юго-Восточной Азии).